# Kokas Károly
Kokas Károly (Csorna, 1959. január 30. – ) könyvtáros, történész, címzetes egyetemi docens, könyvtári szakinformatikus, a Szegedi Tudományegyetem Klebelsberg Kuno Könyvtárának informatikai és információs főigazgató-helyettese (2004-2024).
Már az 1990-es években, azaz hazánkban az elsők között ismerte fel a számítógépek és az internet széleskörű alkalmazásának fontosságát és ennek használatára ösztönözte a könyvtárakat, könyvtári szolgáltatásokat. A könyvtárak modernizációját átfogó oktatási, valamint tankönyvszerzői tevékenységével is támogatta. Országos könyvtárszakmai és informatikai szervezetek nélkülözhetetlen szereplőjeként is ismeretes. Részese volt az Elektronikus Információszolgáltatás Nemzeti Program beindulásának, majd közel két évtizeden át tagja volt az EISZ Bizottságnak. 1992 óta a Nemzeti Információs Infrastruktúra Fejlesztési Program (NIIF) aktív résztvevője, 1998 óta az NIIF Műszaki Tanács tagja. 1996-tól a Networkshop szervezőbizottságának tagja, 2014-től a Hungarnet egyesület elnökségi tagja. Részt vett a MEK elindításában, valamint a könyvtári digitalizációs folyamatok és technológiák elterjesztésében. Az open science és a digitális bölcsészet hazai meghonosításában is katalizátorként működött.
Vezető szerepet vállalt a rendkívül magas színvonalú szegedi egyetemi könyvtár épülete és a benne működő szolgáltatási központ megteremtésében. Tanácsadóként számos más hazai könyvtár megújulásában és modernizációjában vett részt, szervezői munkája kiterjedt a magyar könyvtáros szakma minden területére, sőt a határainkon túlra is.

## Életútja
Kokas Károly édesanyja Kiss Terézia, édesapja,  aki dunántúli vendéglátós családból származott, Kokas Károly a Győri Közúti Igazgatóság művezető autószerelője volt. A szülők két gyermeket neveltek fel Kónyban. Középiskolai tanulmányait 1973-1977 között a Pannonhalmi Bencés Gimnáziumban végezte, ott is érettségizett. Már diákként is különféle versenyeken mérette meg magát, például magyar irodalom OKTV-n kiválóan szerepelt. Egykori alma matere nagyban meghatározta későbbi értékrendjét, világlátását, valamint meghatározó élmény volt számára, hogy már diákként gyakorolhatta a könyvtárosi teendőket a Főapátsági Könyvtárban.
Egyetemi tanulmányait 1978-1983 között Szegeden, a JATE BTK-n végezte el. Magyar és történelem bölcsész és tanár szakjai mellett régi magyar irodalmi és irodalomelméleti specializációkat is teljesített. 1985-ben ugyanitt szerzett régi magyar irodalom és irodalomelméletből doktorátust. Ezt követően 1986-1989 között az ELTE BTK-n könyvtári szakinformatikusként végzett.
Az egyetemen aktív diákéletet élt: javaslatokat fogalmazott meg a korabeli egyetemi oktatás korszerűsítésére vonatkozóan, gyakran publikált az egyetemi hallgatói lapokba, másodéves korában diákdékánnak is megválasztották. Ennek emlékét még évtizedekkel később is őrizte a szegedi Ady téren a sportpálya kerítésén a “Kokas dékán” felirat. A felirat és a kerítés helyén 2004-ben felépült az új egyetemi könyvtár, amelynek később újabb évtizedekig Kokas Károly meghatározó alakja volt.
Rendkívül széles érdeklődési körébe az irodalom, a történelem, a hadtörténet mellett a fényképezés, a blog- és a szépírói tevékenység, valamint a gasztronómia is beletartozik. Felesége Tóth Margit középiskolai tanár, gyermekük: Kokas Dávid.

## Munkássága
A szegedi egyetemi könyvtár lett az első munkahelye, ahol még hallgatóként, ötödéves egyetemi tanulmányai mellett helyezkedett el. Kezdetben az egyetemen zajló művelődéstörténeti és könyvtártörténeti egyetemi kutatásokba kapcsolódott be Keserű Bálint, Balázs Mihály, Ötvös Péter, Szajbély Mihály, Font Zsuzsa, Keveházi Katalin és Monok István mellett. Reformkori irodalomtörténetet egészen 1994-ig oktatott a JATE BTK-n.
Mindemellett meghatározó, sőt kezdeményező szerepe volt abban, hogy a könyvtár már a nyolcvanas években komolyan foglalkozott a számítógépek könyvtári alkalmazásával. Kokas Károly innentől a könyvtári automatizálás egyik úttörőjének számított. 1984-ben a szegedi egyetemi könyvtár benyújtotta pályázatát az Országos Könyvtári Tanácshoz: egy komplex könyvtárgépesítési rendszer modelljét készítették el a Somogyi Könyvtárral és a Kalmár László Kibernetikai Laboratóriummal közösen. E pályázat az országban elsőként tartalmazta egy a tudományos könyvtár tevékenységének egészét átfogó gépesítési rendszer tervezetét, s egyben alapot jelentett volna egy a későbbiekben országos adatbázis/ok/hoz kapcsolódó könyvtárközi adatbázis kialakításához. A tervet akkor elutasították, de később szinte teljes egészében megvalósult.
1991-ben a JATE Központi Könyvtára volt az első, amely online elérhető katalógust hozott létre Magyarországon. 1992-ben az olvasók már nyilvános számítógépes terminálokon kereshették a könyveket, a könyvtárosok pedig számos külföldi könyvtár állományához is hozzáférhettek. Ekkoriban Kokas Károly az Olvasószolgálati Osztály vezetőjeként (1990-2004) tevékenykedett, 1996-ban főtanácsosi kinevezést is kapott.
Bakonyi Gézával és Drótos Lászlóval közösen 1994-ben írták meg – egy 1992-es tanfolyami jegyzet újragondolásaként – a Navigáció a hálózaton című könyvet. Ez volt az első magyar nyelvű könyv, ami az internethasználatról könyvtári kontextusban, a hálózat tartalmairól is szólt és a "hálózati navigációt" azaz az eligazodást volt hivatott segíteni. Egy évvel később, 1995-ben indult el a JATE Bölcsészettudományi Karán az informatikus könyvtárosok képzése. Innentől kezdve harminc éven át oktatta a könyvtári informatikát a hallgatóknak. Az 1990-es években számos informatikai- és könyvtárszakmai pályázat elkészítésében vett részt, később pedig pályázatokat elbíráló szakértői bizottság tagja is volt. Országos kutatási programokban vett részt, többek között: a régi magyar olvasmányok virtuális könyvtára (NIIF, 1999–2000), Bibliotheca Eruditionis (OM, IKTA 2000-2002), NIIF SZEZÁM (2000-2004, projektvezető), NEKIFUT (2009-2013, szakértő) projektek esetében.
Főigazgató-helyettesi kinevezése a könyvtár költözésével egy időben jött el. Mader Béla és Bakonyi Géza mellett a József Attila Tanulmányi és Információs Központ megtervezésében is kulcsfontosságú szerepe volt. Az új épületben még több informatikai megoldás alkalmazására nyílt lehetőség. Kokas Károly irányítása mellett 2009-ben hívták életre a Contenta nevű repozitóriumrendszert, amibe gyors ütemben kerültek be a digitális és a helyeben digitalizált tartalmak. 2023-ra már elérték az 5 millió oldalt, amivel a hazai közgyűjtemények között az SZTE Klebelsberg Könyvtár első helyen áll a saját tartalmak digitalizálásában és azok közzétételében.
Kokas Károly 1989 óta aktív internetfelhasználó, továbbá 2006 óta elkötelezett wikipédista. Emellett a webarchiválás egyik legaktívabb szorgalmazója. 2008-ban címzetes egyetemi docenssé nevezték ki az SZTE BTK-n (könyvtári informatika, kulturális antropológia tudományterületen). A 2017-ben indult Digitális Bölcsészet című e-folyóirat egyik alapítója és a szerkesztőbizottságának tagja.

## Fontosabb publikációk
- Kokas Károly: Fejérváry Miklós emlékezete 9 tételben. Egy magyar nemes, aki Davenportban (Iowa, US) fedezte fel a szabadságot és a demokráciát = Vasváry Collection Newsletter, 2024/2 (72.) szám.
- Kokas Károly: Kalauz a modern könyvtárak világába. A könyvtárak új feladatai és megváltozott szerepük a XXI. század elején.  Akadémiai, Budapest, 2020.[23]
- Kokas Károly: Mi dolga lesz a könyvtáraknak az Internet korában?: A felsőoktatási könyvtárak új feladatairól és a régiek megújításáról. In: Rüsz-Fogarasi, Enikő (szerk.) Erdélyi évszázadok: a kolozsvári Magyar Történeti Intézet évkönyve : III. Hagyomány és újítás, a 21. századi könyvtárban. Kolozsvár, Románia: Egyetemi Műhely Kiadó (2018) pp. 87–119. , 33 p.
- Bakonyi Géza; Kokas Károly: Bevezetés a könyvtári informatika alapjaiba. Szeged, Magyarország: JATEPress (2012) , 180 p.
- Drótos László; Kokas Károly: Az analóg és digitális jelenkor lenyomatai: a kulturális örökség digitalizálása, visszakereshetősége és a hazai Internet archiválása. NIIF Hírlevél 5: 2 pp. 3–4. , 2 p. (2006).
- Kokas, Károly; Moldován, István; Drótos, László: A Magyar Elektronikus Könyvtár új fejlesztési koncepciója 1997-ben, és az intézményesülés kérdései. In: TMT 45: 1 pp. 20–28. , 9 p. (1998).
- Bakonyi Péter; Bálint Lajos; Csaba László; Kokas Károly; Martos Balázs; Máray Tamás; Nagy Miklós; Springer Ferenc; Tétényi István: NIIF program 1998-2000. In: TMT 45: 1 pp. 3–19. , 17 p. (1998).
- Bakonyi Géza, Kokas Károly: Könyvtári integrált rendszerek és hazai alkalmazásuk. Szeged: JATE Központi Könyvtár (1996), 210 p.
- Bakonyi Géza, Drótos László, Kokas Károly: Navigáció a hálózaton: információforrások a számítógépes hálózatokon. Budapest: IIF, 1994.
- Kokas Károly: Új integrált könyvtári rendszerek a hazai piacon.  In: Tudományos és Műszaki Tájékoztatás, 39(7-8), 311–331 p., 1992.
- Kokas Károly: Könyv és könyvtár a XVI-XVII. századi Kőszegen. Szeged: Scriptum, 1991. (Olvasmánytörténeti dolgozatok, 1215-5640; 3.) ISBN 963 481 814 5

Mintegy 180 publikációt írt, amelyek főleg könyvtári informatikai témában, de digitális bölcsészeti, illetve kisebb részben irodalom, történelem, művelődéstörténet, filozófia témákban születtek. A tanulmányok mellett tucatnyi monográfia, könyv, tankönyv, középiskolai tankönyv, jegyzet - részben társszerzőségben - fűződik a nevéhez. A teljes publikációs listát lásd az MTMT-ben.

## Szakmai megbízatások, társasági tagságok
- Dugonics Társaság 2018-
- Hungarnet Egyesület, elnökségi tag 2014-
- Országos Könyvtári Kuratórium, tag 2013-2019
- MTMT Informatikai Bizottság, tag 2011-2015
- Hungarnet Etikai Bizottság, elnök 2008-2010
- Hungarnet Etikai Bizottság, tagja 2004-2008
- EISZ Bizottság és EISZ Programtanács, tag 2000-2020
- HUNGARNET Felügyelő Bizottság, tag 2000-2014
- Magyar Terminológiai Társaság (Hungarnet Egyesület képviselője) 2000-2002
- Magyar Elektronikus Könyvtár Egyesület, elnökségi tag 1999-
- NIIF Műszaki tanács, tag 1999-2012
- MTA Ped. Biz., Informatikai Albizottság, tagja 1999-2001
- Országos Műszaki Fejlesztési Bizottság Információs és Kommunikációs Technológiai Főosztálya (OMFB IKTA), bíráló 1997-2000
- Internet Society, tag 1998-
- MKE Elektronikus Könyvtári Szakosztály, tag 1997-2000
- NIIF Networkshop, szervező bizottsági tag 1994-
- Hungarnet Könyvtári Szakosztály, elnök 1996-1998
- NIIF, internet projektvezetõ 1994-2006
- MTA Régi könyv és bibliográfiai szakbizottság, tag 1987-1990

## Tanulmányutak, tapasztalatcserék
Rövidebb utak: Konstanz, Zürich, Karlsruhe, Halle, London, Cambridge, Párizs, Lyon, Tel-Aviv, Leiden, Sepsiszentgyörgy, Helsinki, Oulu, Kolozsvár, Zágráb, Reykjavik, Akureyri, Oslo

## Díjak, elismerések
- 2024 -  Pro Universitate (SZTE) [24]
- 2024 - "Örökös tag" - SZTE Klebelsberg Könyvtár[25]
- 2020 - Nagy Miklós-díj[26]
- 2014 - Országgyűlés Elnökének emlékérme[27]
- 2013 - Szinnyei József-díj[28]
- 2009 - Hungarnet-díj[29]
- 2008 - címzetes egyetemi docens[30]
- 2006 - Magyar Felsőoktatásért Emlékplakett[31]
- 2000 - Kalmár László díj[32]
- 1987 - Művelődési Miniszteri Dicséret[33]

## Szakmai és konferencia előadások, beszélgetések
- Keveházi Katalin, Kokas Károly: A MOKKA jövője. (konferencia előadás), Networkshop, 2010.
- Kokas Károly: A könyvtárak helyzetéről az Akadémiai Hálózaton. Óbudai Egyetem, 2017.
- Kokas Károly: Az emlékezet digitális katedrálisa (előadás) Szeged, 2019.
- Kokas Károly: Szegedikum a webarchívumban (konferencia előadás), 404 Not Found - Ki őrzi meg az internetet? konferencia, 2019.
- Szajbély Mihály, Kokas Károly: Csáth Géza élete és munkái. Szeged, 2020.
- Kokas Károly: A könyvtáraknak is bőven van jövője! (podcast), Newton Almája - az Akadémiai Kiadó csatornája, 2022.
- Kokas Károly, Rákai Orsolya, Szalisznyó Lilla, Zentai Mária: Petőfi 200 kerekasztal-beszélgetés - Szeged, 2023.
- Kötetbemutató beszélgetés: Márki Sándor naplói IV. - Erdész Ádám a szerkesztővel Kokas Károly beszélget (Hozzáférés: 2024. február 25.)